# 大江町 (名古屋市)
大江町（おおえちょう）は、愛知県名古屋市港区の地名。丁番を持たない単独町名である。住居表示未実施。

## 地理
名古屋市港区東端部に位置する。東は本星崎町・南区、南は昭和町、北は東築地町・竜宮町に接する。

## 歴史

### 町名の由来
大江川に由来する。

### 沿革
- 1920年（大正9年） - 第二期名古屋港拡張工事における6号地埋立地が完成[1]。
- 1921年（大正10年）9月22日 - 南区大江町として成立[1]。
- 1937年（昭和12年）10月1日 - 港区成立に伴い、同区大江町となる[1]。
- 1955年（昭和30年）8月1日 - 埋立地を編入する[1]。
- 1958年（昭和33年）4月1日 - 埋立地を編入する[1]。
- 1962年（昭和37年）6月26日 - 埋立地を編入する[1]。
- 1977年（昭和52年）2月10日 - 埋立地を編入する[1]。

## 世帯数と人口
2019年（平成31年）3月1日現在の世帯数と人口は以下の通りである。
| 町丁   | 世帯数  | 人口  |
| ------ | ------- | ----- |
| 大江町 | 100世帯 | 102人 |

### 人口の変遷
国勢調査による人口の推移
| 1995年（平成7年）  | 141人 | [ WEB 6 ]  |  |
| 2000年（平成12年） | 137人 | [ WEB 7 ]  |  |
| 2005年（平成17年） | 113人 | [ WEB 8 ]  |  |
| 2010年（平成22年） | 145人 | [ WEB 9 ]  |  |
| 2015年（平成27年） | 160人 | [ WEB 10 ] |  |

## 学区
市立小・中学校に通う場合、学校等は以下の通りとなる。また、公立高等学校に通う場合の学区は以下の通りとなる。
| 番・番地等 | 小学校                 | 中学校               | 高等学校 |
| ---------- | ---------------------- | -------------------- | -------- |
| 全域       | 名古屋市立東築地小学校 | 名古屋市立東港中学校 | 尾張学区 |

## 交通
- 愛知県道225号名古屋東港線[2]
- 愛知県道55号名古屋半田線[2]
- 名鉄築港線 東名古屋港駅[2]

## 施設
- 中部電力名古屋火力発電所[2]
- 東レエンジニアリング[2]
- 三菱自動車工業[2]
- 三菱重工業名古屋航空機製作所[2]
- 日本車輌大江製作所[2]

- 中部電力名古屋火力発電所
- 三菱重工業大江工場
- 東レ名古屋事業場

## その他

### 日本郵便
- 郵便番号 : 455-0024[WEB 3]（集配局：名古屋港郵便局[WEB 13]）。

### WEB
1. ↑  “愛知県名古屋市港区の町丁・字一覧”.   人口統計ラボ. 2017年4月8日閲覧。
2. 1 2  “町・丁目(大字)別、年齢(10歳階級)別公簿人口(全市・区別)”.   名古屋市 (2019年3月20日). 2019年3月21日閲覧。
3. 1 2  “郵便番号”.  日本郵便. 2019年3月17日閲覧。
4. ↑  “市外局番の一覧”.   総務省. 2019年1月6日閲覧。
5. ↑  名古屋市役所市民経済局地域振興部住民課町名表示係 (2015年10月21日). “港区の町名一覧”.   名古屋市. 2020年11月15日閲覧。
6. ↑  総務省統計局 (2014年3月28日). “平成7年国勢調査の調査結果(e-Stat) - 男女別人口及び世帯数 －町丁・字等”. 2019年3月23日閲覧。
7. ↑  総務省統計局 (2014年5月30日). “平成12年国勢調査の調査結果(e-Stat) - 男女別人口及び世帯数 －町丁・字等”. 2019年3月23日閲覧。
8. ↑  総務省統計局 (2014年6月27日). “平成17年国勢調査の調査結果(e-Stat) - 男女別人口及び世帯数 －町丁・字等”. 2019年3月23日閲覧。
9. ↑  総務省統計局 (2012年1月20日). “平成22年国勢調査の調査結果(e-Stat) - 男女別人口及び世帯数 －町丁・字等”. 2019年3月23日閲覧。
10. ↑  総務省統計局 (2017年1月27日). “平成27年国勢調査の調査結果(e-Stat) - 男女別人口及び世帯数 －町丁・字等”. 2019年3月23日閲覧。
11. ↑  “市立小・中学校の通学区域一覧”.   名古屋市 (2018年11月10日). 2019年1月14日閲覧。
12. ↑  “平成29年度以降の愛知県公立高等学校（全日制課程）入学者選抜における通学区域並びに群及びグループ分け案について”.   愛知県教育委員会 (2015年2月16日). 2019年1月14日閲覧。
13. ↑  “郵便番号簿 2018年度版” (PDF).   日本郵便. 2019年4月14日閲覧。

### 書籍
1. 1 2 3 4 5 6 7 8 9  名古屋市計画局 1992, p. 841.
2. 1 2 3 4 5 6 7 8 9 10  「角川日本地名大辞典」編纂委員会 1989, p. 1529.

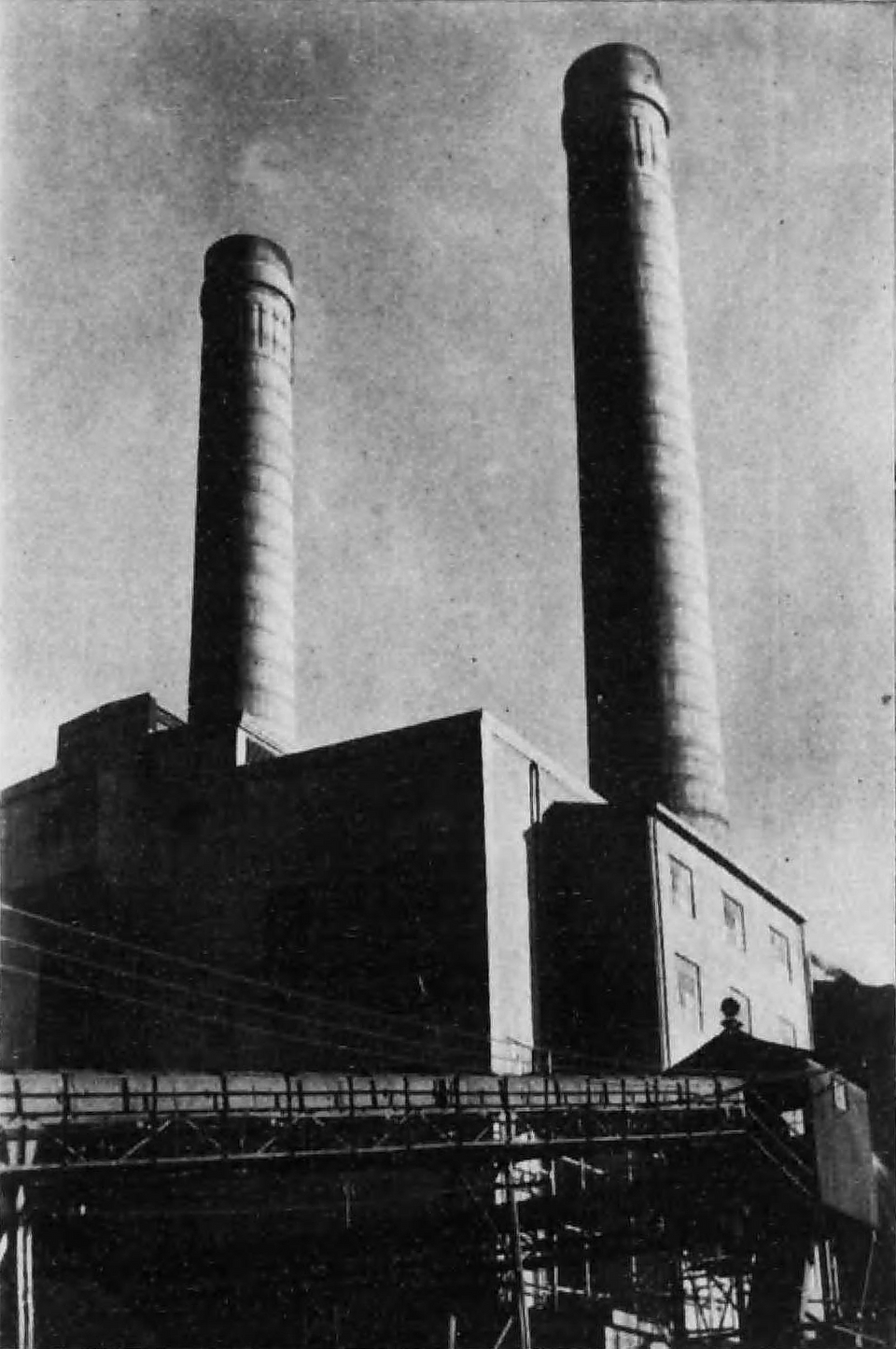
中部電力名古屋火力発電所
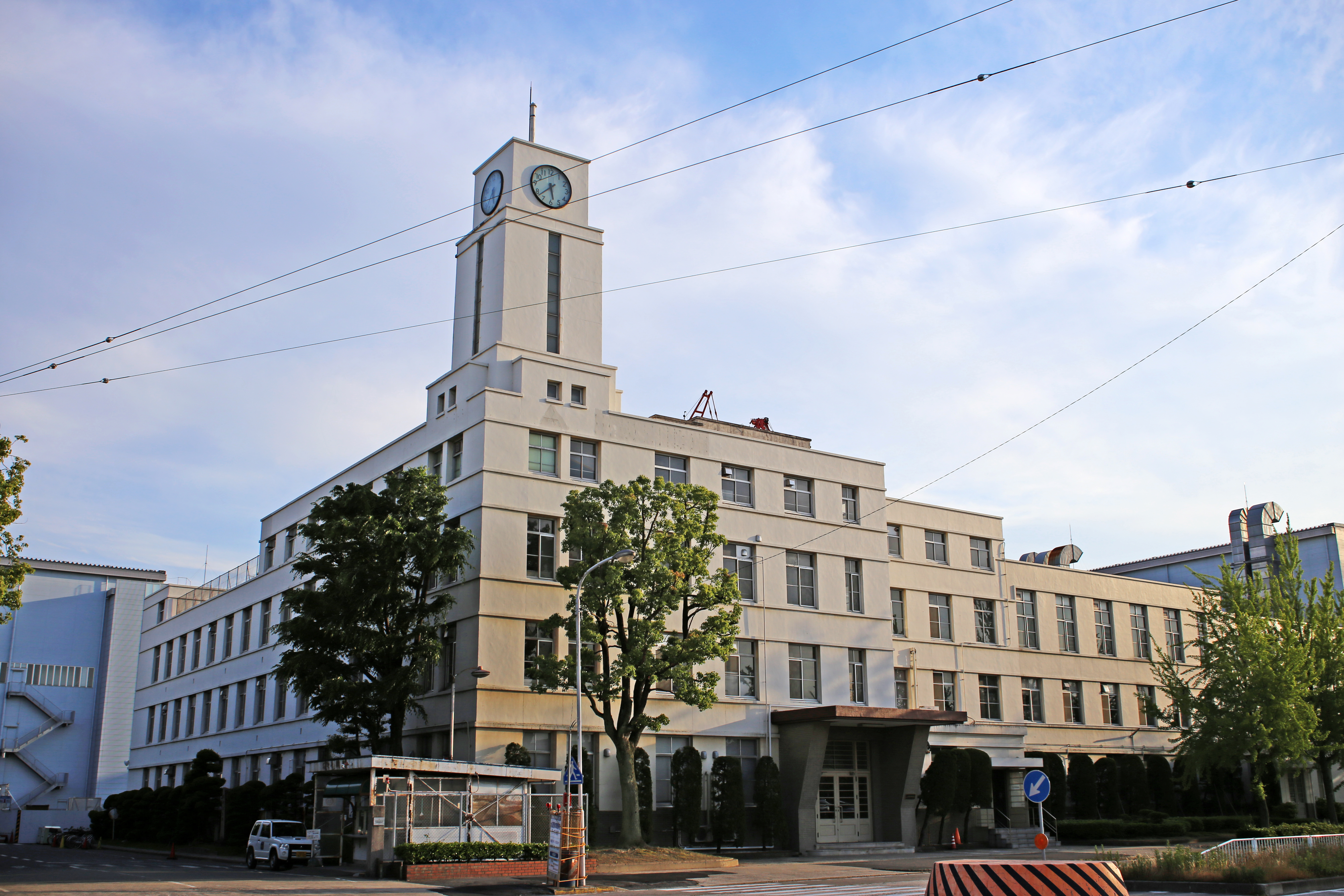
三菱重工業大江工場
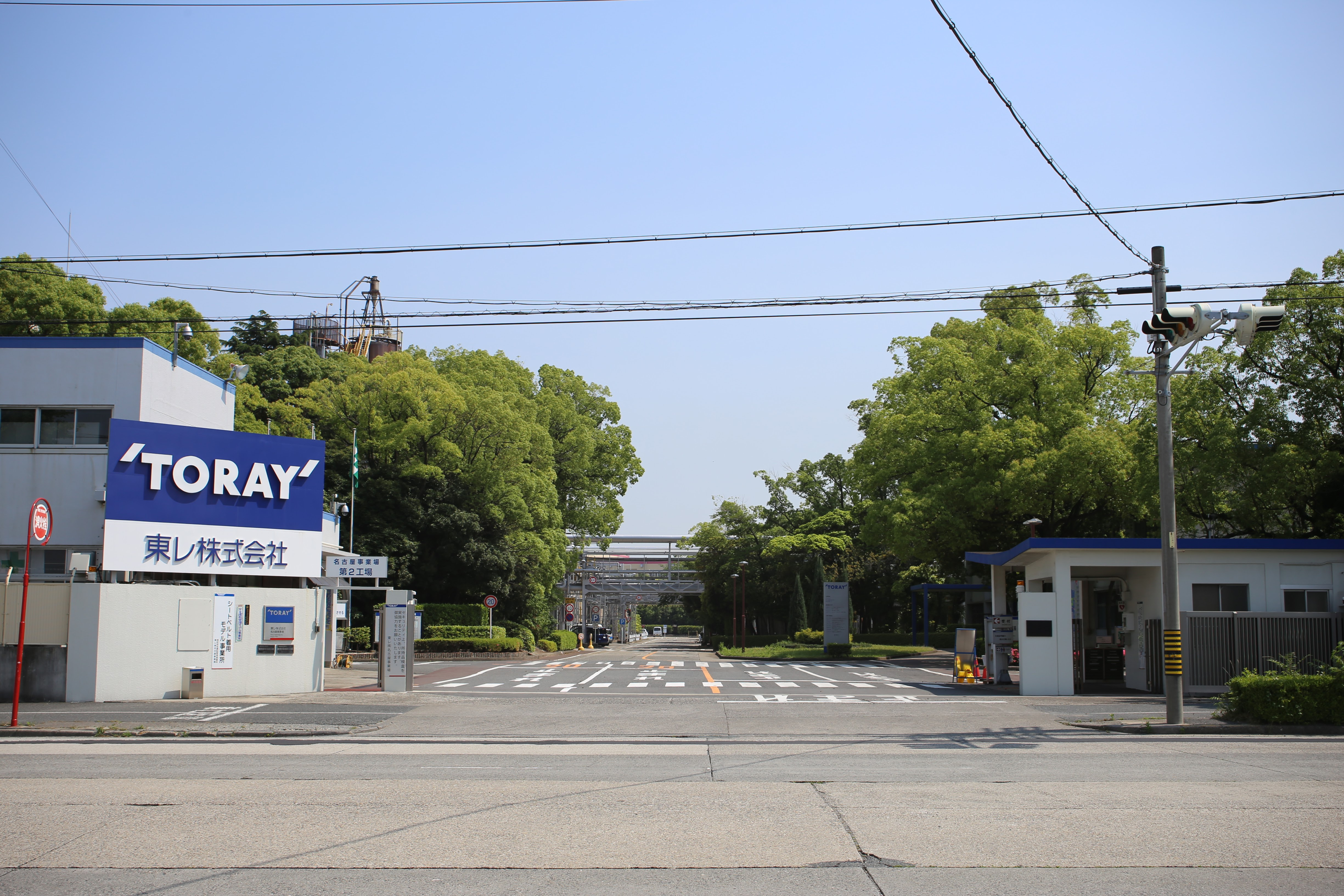
東レ名古屋事業場